# خان هاشم صاديق
نائب الأميرال خان هاشم بن صديق، هو أميرال ودبلوماسي متقاعد من فئة ثلاث نجوم ويشغل حاليًا منصب سفير باكستان في المملكة العربية السعودية في منصبه منذ 5 يونيو 2017.

## سيرة شخصية
ولد صديق في كراتشي، السند ، باكستان في 1 أبريل 1960.  كان في البداية يدرس وتلقى تعليمه في مدرسة القوات المسلحة الباكستانية العامة في سرغودا، البنجاب في باكستان قبل التحاقه بكلية كاديت بيتارو. تخرج من كلية كاديت بيتارو في جامشورو السند في باكستان، قبل التحاقه بالبحرية في عام 1977. ذهب إلى المملكة المتحدة وانضم إلى كلية بريطانيا الملكية البحرية حيث قام بتدريباته العسكرية وعاد إلى الأكاديمية البحرية الباكستانية حيث حصل على تخرجه في التواصل بامتياز بعد أن تم منحه سيف شرف كأفضل الخريجين All Tour.
بعد عودته إلى باكستان عام 1980، حصل على ضابط برتبة ملازم أول في البحرية في فرع العمليات البحرية. خدم النقيب صادق كمسؤول تنفيذي في فرقة بدر، ثم ترقى لاحقًا إلى منصب ضابط عمليات السرب في سرب المدمرة 25.
التحق بجامعة الدفاع الوطني حيث حصل على درجة الماجستير في الحرب المشتركة، وحصل على درجة الماجستير في الأمن القومي، وحصل لاحقًا على درجة الماجستير في دراسات الحرب من جامعة القائد الأعظم في إسلام أباد أيضًا.  صادق خريج كلية الدراسات العليا البحرية في مونتيري ، كاليفورنيا ، الولايات المتحدة حيث تخرج بدرجة الماجستير في بحوث العمليات.

### تعيينات الحرب والقيادة في البحرية الباكستانية
خلال حياته المهنية في البحرية، تمتع بمسيرة متميزة حيث حقق الخبرة الواسعة لكل من تعيينات القيادة والموظفين.
لفت العميد صديق انتباه الناس إلى أنه تولى قيادة فرقة العمل المشتركة 150 في مقر القيادة الوسطى للقوات البحرية الأمريكية في البحرين كمهمة قيادية له، والتي كانت فعالة في مكافحة الأمن البحري ومكافحة الإرهاب في عام 2007. في عام 2008. 
في عام 2009 ، تمت ترقيته الى عميد بحري برتبة نجمتين في البحرية. بعد مغادرة فرقة العمل المشتركة 150 في عام 2010.
في عام 2013، تولى اللواء بحري صادق قيادة أسطول البحرية كقائد أسطول باكستان (COMPAK) ، وأصبح مسؤولاً عن الأسطول بأكمله كقائد أسطول.  ظل اللواء صادق في هذه المهمة الرئيسية حتى عام 2014 عندما تولى المنصب كـ DCNS (مشاريع) مع ترقية من رتبة ثلاث نجوم؛ ثم خلفه اللواء ظفر عباسي. 
في عام 2014، كان نائب الأميرال صادق في السباق ليتم تعيينه كأميرال من فئة الأربع نجوم ويتولى قيادة البحرية كرئيس أركان البحرية، إلى جانب نائب الأميرال ظفر عباسي ونائب الأدميرال إس. الحسيني. ومع ذلك، تم ترقية الأدميرال محمد زكالله، وهو الأدميرال الأقدم في البحرية إلى رتبة أربع نجوم، وتم تعيين نائب الأدميرال صديق كنائب لرئيس أركان البحرية. 
بصفته نائب رئيس الأركان البحرية، لعب دوراً حاسماً في التأكيد على دور مشاة البحرية الباكستانية كقوة فعالة وفي النهاية دعم دوره في إنشاء القواعد البحرية في البلاد. 

### سفير باكستان لدى المملكة العربية السعودية
في 2 أبريل 2017، أعلنت وزارة الخارجية تعيين نائب الأدميرال صادق سفيراً للمملكة العربية السعودية بمجرد تأكيد تقاعده.  ولوحظ بأنه اللواء الثالث في البحرية الذي يتم تعيينه مبعوثًا إلى المملكة العربية السعودية، أما الآخر هو الأدميرال عبد العزيز ميرزا الذي ترأس المهمة الدبلوماسية بين عامي 2002 و 2005، يليه الأدميرال شهيد كريم الله من عام 2005 إلى عام 2009.
لم يطلب التمديد لكنه ترك مهمة قيادته في وقت سابق ليتم تعيينه كأكبر دبلوماسي لبلاده في المملكة العربية السعودية في 2 أبريل 2017. قبل وصوله إلى المملكة العربية السعودية عقد نائب الأدميرال صادق اجتماعًا مع وزير الداخلية آنذاك نزار علي خان.
في 5 يونيو 2017، قدم نائب اللواء صادق أوراق اعتماده الدبلوماسي إلى يوسف العثيمين الأمين العام لمنظمة التعاون الإسلامي، وتولى مهمته الدبلوماسية في الرياض.

## روابط خارجية
- السفير الباكستاني لدى المملكة العربية السعودية يقدم أوراق اعتماده لرئيس منظمة المؤتمر الإسلامي
- صديقي، كازي ذو القادر (2015). "خان هاشم بن صديق" (هتم). www.petaro.org/. كلية كاديت بيتارو. استرجاع 13 أغسطس 2017.